# Рибний провулок (Київ)
Ри́бний прову́лок — провулок у Солом'янському районі міста Києва, місцевість Совки. Пролягає від Рибної до Крутогірної вулиці.

## Історія
Рибний провулок виник, сформувався та забудувався впродовж 1950-х років. Сучасна назва вживається з 1960-х років.